# Liste der Kulturdenkmäler in Frankfurt-Zeilsheim
Die folgende Liste enthält die in der Denkmaltopographie ausgewiesenen Kulturdenkmäler auf dem Gebiet  der  Stadt Frankfurt-Zeilsheim, Hessen.
Hinweis: Die Reihenfolge der Denkmäler in dieser Liste orientiert sich zunächst an Stadtteilen und anschließend der Anschrift, alternativ ist sie auch nach der Bezeichnung, der vom Landesamt für Denkmalpflege vergebenen Nummer oder der Bauzeit sortierbar.
Kulturdenkmäler werden fortlaufend im Denkmalverzeichnis des Landes Hessen durch das Landesamt für Denkmalpflege Hessen auf Basis des Hessischen Denkmalschutzgesetzes (HDSchG) geführt. Die Schutzwürdigkeit eines Kulturdenkmals hängt nicht von der Eintragung in das Denkmalverzeichnis des Landes Hessen oder der Veröffentlichung in der Denkmaltopographie ab.

## Kulturdenkmäler in Frankfurt-Zeilsheim
| Bild                                                                         | Bezeichnung                         | Lage | Beschreibung | Bauzeit                         | Objekt-Nr. |
| ---------------------------------------------------------------------------- | ----------------------------------- | --- | --- | ------------------------------- | ---------- |
| weitere Bilder                                                               | Katholische St.-Bartholomäus-Kirche | Alt-Zeilsheim 17 LageFlur: 12, Flurstück: 64 | Klassizistische Pfarrkirche nach Plänen von Johann Christian Zais | 1817/18                         | 155611 DDB |
| Kapelle Bartholomäusgasse · Kreuz Bartholomäusgasse                          | Kruzifix und Kapelle                | Bartholomäusgasse LageFlur: 12, Flurstück: 69 | Nachbarockes, steinernes Wegkreuz des 19. Jahrhunderts in einer zeitgleichen Wegkapelle. | 19. Jahrhundert                 | 155612 DDB |
| Kolonie                                                                      | Gesamtanlage 12                     | Braunschweiger Weg 1–23; Coburger Weg 25–45, 30–78; Dessauer Weg 1–19,2–18; Eisenacher Weg 1–35,2–30; Erfurter Weg 1–47,2–46; Frankenthaler Weg 2–42,3–49; Frankenthaler Weg 33a (evangelische Kirche); Greifswalder Weg 1–43,2–46; Hildburghäuser Weg 1–41,2–36; Jenaer Weg 1–35,2–40; Katzenstirn 2–4; Kolberger Weg 1–35a, 2–20; Kranentrank 2–4; Ludwigsburger Weg 1–13,2–16; Meininger Weg 1–9,2–12; Neu-Zeilsheim 33–67,44–56; Pfaffenwiese 38–50; West-Höchster Straße 90–108 Lage | Die Kolonie ist ein im Stil einer Gartenstadt gestaltetes Wohngebiet in Zeilsheim. Als die letzte vollständig erhaltene Arbeitersiedlung der ehemaligen Farbwerke Hoechst steht sie unter Denkmalschutz. | 1900 / 1925                     | 167781 DDB |
| weitere Bilder                                                               | Kruzifix                            | Hofheimer Straße vor Nr. 31 LageFlur: 13, Flurstück: 41/1 | Nachbarockes Steinkreuz | 1861                            | 155631 DDB |
| Fachwerkhaus                                                                 | Fachwerkhaus                        | Pfaffenwiese 1 LageFlur: 12, Flurstück: 258/5 | Barockes Fachwerkhaus unter Verputz auf dem Areal des ehemaligen Kronberger Hofes an historischer Straßenkreuzung.                                                                                       | 18. Jahrhundert                 | 155629 DDB |
| Kapelle Pfaffenwiese gegenüber Nr. 1 · Kruzifix Pfaffenwiese gegenüber Nr. 1 | Michaelskapelle und Kruzifix        | Pfaffenwiese gegenüber Nr. 1 LageFlur: 12, Flurstück: 147/1, 258/5, 6 | Barocke Wegkapelle außerhalb des ehemaligen Ortsberings. Daneben auf einem Postament ein barockes Steinkruzifix vom Flörsheimer Steinmetz Munk.                                                          | 1736 (Kapelle), 1752 (Kruzifix) | 155630 DDB |
| weitere Bilder                                                               | Trauerhalle                         | Welschgrabenstraße 20 LageFlur: 11, Flurstück: 145/2 | Trauerhalle des Zeilsheimer Friedhofs. | 1961                            | 449790 DDB |
| weitere Bilder                                                               | Grabmäler auf dem Stadtteilfriedhof | Welschgrabenstraße 20 LageFlur: 11, Flurstück: 145/2 | Friedhofskreuz |                                 | 202737 DDB |
| weitere Bilder                                                               | Käthe-Kollwitz-Schule               | West-Höchster Straße 103 LageFlur: 8, Flurstück: 54/3 | Klinkerbau in Formen der Neurenaissance – 1901 durch die Farbwerke Hoechst zwischen der Siedlung „Colonie“ und dem alten Ortskern begonnen (Westflügel), 1912 erweitert (Ostflügel).                     | 1901                            | 155634 DDB |